# Puffinus nativitatis
Puffinus nativitatis е вид птица от семейство Procellariidae.

## Разпространение
Видът е разпространен в Кирибати, Маршалови острови, Мексико, Микронезия, Малки далечни острови на САЩ, Питкерн, Северни Мариански острови, САЩ, Френска Полинезия и Чили.